# زلنت
زلنت (به آلمانی: Selent) یک شهر در آلمان است که در پلون واقع شده‌است. زلنت ۱٬۳۷۱ نفر جمعیت دارد.